# Сборная Португалии по футболу (до 17 лет)
Сборная Португалии по футболу до 17 лет (порт. Seleção Portuguesa de Futebol Sub-17) — национальная футбольная команда, представляющая Португалию в международных турнирах, за которую имеют право выступать игроки возрастом 17 лет и младше. Сборная контролируется Португальской футбольной федерацией. Главным тренером сборной является Элиу Соуза.
Сборная Португалии до 17 лет является трёхкратным победителем чемпионата Европы.

## Статистика выступлений начемпионатах мира
| Год   | Итог                     | И                        | В                        | Н                        | П                        | МЗ                       | МП                       |
| ----- | ------------------------ | ------------------------ | ------------------------ | ------------------------ | ------------------------ | ------------------------ | ------------------------ |
| 1985  | Не прошла квалификацию   | Не прошла квалификацию   | Не прошла квалификацию   | Не прошла квалификацию   | Не прошла квалификацию   | Не прошла квалификацию   | Не прошла квалификацию   |
| 1987  | Не прошла квалификацию   | Не прошла квалификацию   | Не прошла квалификацию   | Не прошла квалификацию   | Не прошла квалификацию   | Не прошла квалификацию   | Не прошла квалификацию   |
| 1989  | 3-е место                | 6                        | 3                        | 2                        | 1                        | 11                       | 7                        |
| 1991  | Не прошла квалификацию   | Не прошла квалификацию   | Не прошла квалификацию   | Не прошла квалификацию   | Не прошла квалификацию   | Не прошла квалификацию   | Не прошла квалификацию   |
| 1993  | Не прошла квалификацию   | Не прошла квалификацию   | Не прошла квалификацию   | Не прошла квалификацию   | Не прошла квалификацию   | Не прошла квалификацию   | Не прошла квалификацию   |
| 1995  | Четвертьфинал            | 4                        | 1                        | 0                        | 3                        | 5                        | 8                        |
| 1997  | Не прошла квалификацию   | Не прошла квалификацию   | Не прошла квалификацию   | Не прошла квалификацию   | Не прошла квалификацию   | Не прошла квалификацию   | Не прошла квалификацию   |
| 1999  | Не прошла квалификацию   | Не прошла квалификацию   | Не прошла квалификацию   | Не прошла квалификацию   | Не прошла квалификацию   | Не прошла квалификацию   | Не прошла квалификацию   |
| 2001  | Не прошла квалификацию   | Не прошла квалификацию   | Не прошла квалификацию   | Не прошла квалификацию   | Не прошла квалификацию   | Не прошла квалификацию   | Не прошла квалификацию   |
| 2003  | Четвертьфинал            | 4                        | 1                        | 1                        | 2                        | 11                       | 18                       |
| 2005  | Не прошла квалификацию   | Не прошла квалификацию   | Не прошла квалификацию   | Не прошла квалификацию   | Не прошла квалификацию   | Не прошла квалификацию   | Не прошла квалификацию   |
| 2007  | Не прошла квалификацию   | Не прошла квалификацию   | Не прошла квалификацию   | Не прошла квалификацию   | Не прошла квалификацию   | Не прошла квалификацию   | Не прошла квалификацию   |
| 2009  | Не прошла квалификацию   | Не прошла квалификацию   | Не прошла квалификацию   | Не прошла квалификацию   | Не прошла квалификацию   | Не прошла квалификацию   | Не прошла квалификацию   |
| 2011  | Не прошла квалификацию   | Не прошла квалификацию   | Не прошла квалификацию   | Не прошла квалификацию   | Не прошла квалификацию   | Не прошла квалификацию   | Не прошла квалификацию   |
| 2013  | Не прошла квалификацию   | Не прошла квалификацию   | Не прошла квалификацию   | Не прошла квалификацию   | Не прошла квалификацию   | Не прошла квалификацию   | Не прошла квалификацию   |
| 2015  | Не прошла квалификацию   | Не прошла квалификацию   | Не прошла квалификацию   | Не прошла квалификацию   | Не прошла квалификацию   | Не прошла квалификацию   | Не прошла квалификацию   |
| 2017  | Не прошла квалификацию   | Не прошла квалификацию   | Не прошла квалификацию   | Не прошла квалификацию   | Не прошла квалификацию   | Не прошла квалификацию   | Не прошла квалификацию   |
| 2019  | Будет определено позднее | Будет определено позднее | Будет определено позднее | Будет определено позднее | Будет определено позднее | Будет определено позднее | Будет определено позднее |
| Итого | 3/17                     | 14                       | 5                        | 3                        | 6                        | 27                       | 33                       |

## Статистика выступлений начемпионатах Европы(с 2002 года)

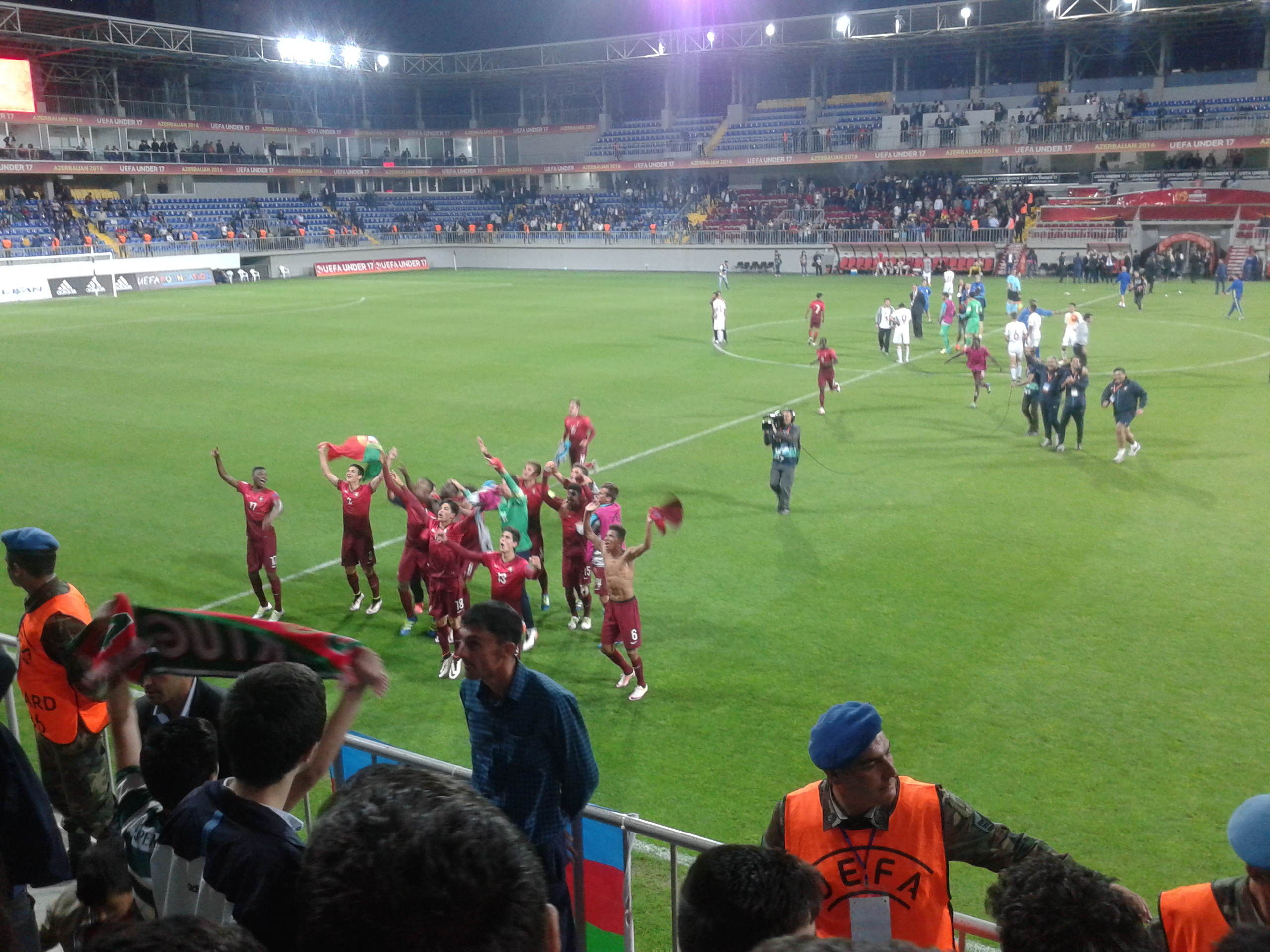
Сборная, выигравшая чемпионат Европы 2016 года

| Год   | Итог                     | И                        | В                        | Н                        | П                        | МЗ                       | МП                       |
| ----- | ------------------------ | ------------------------ | ------------------------ | ------------------------ | ------------------------ | ------------------------ | ------------------------ |
| 2002  | Групповой этап           | 3                        | 1                        | 0                        | 2                        | 2                        | 4                        |
| 2003  | Чемпион                  | 5                        | 4                        | 1                        | 0                        | 10                       | 5                        |
| 2004  | 3-е место                | 5                        | 1                        | 2                        | 2                        | 10                       | 10                       |
| 2005  | Не прошла квалификацию   | Не прошла квалификацию   | Не прошла квалификацию   | Не прошла квалификацию   | Не прошла квалификацию   | Не прошла квалификацию   | Не прошла квалификацию   |
| 2006  | Не прошла квалификацию   | Не прошла квалификацию   | Не прошла квалификацию   | Не прошла квалификацию   | Не прошла квалификацию   | Не прошла квалификацию   | Не прошла квалификацию   |
| 2007  | Не прошла квалификацию   | Не прошла квалификацию   | Не прошла квалификацию   | Не прошла квалификацию   | Не прошла квалификацию   | Не прошла квалификацию   | Не прошла квалификацию   |
| 2008  | Не прошла квалификацию   | Не прошла квалификацию   | Не прошла квалификацию   | Не прошла квалификацию   | Не прошла квалификацию   | Не прошла квалификацию   | Не прошла квалификацию   |
| 2009  | Не прошла квалификацию   | Не прошла квалификацию   | Не прошла квалификацию   | Не прошла квалификацию   | Не прошла квалификацию   | Не прошла квалификацию   | Не прошла квалификацию   |
| 2010  | Групповой этап           | 3                        | 1                        | 0                        | 2                        | 3                        | 3                        |
| 2011  | Не прошла квалификацию   | Не прошла квалификацию   | Не прошла квалификацию   | Не прошла квалификацию   | Не прошла квалификацию   | Не прошла квалификацию   | Не прошла квалификацию   |
| 2012  | Не прошла квалификацию   | Не прошла квалификацию   | Не прошла квалификацию   | Не прошла квалификацию   | Не прошла квалификацию   | Не прошла квалификацию   | Не прошла квалификацию   |
| 2013  | Не прошла квалификацию   | Не прошла квалификацию   | Не прошла квалификацию   | Не прошла квалификацию   | Не прошла квалификацию   | Не прошла квалификацию   | Не прошла квалификацию   |
| 2014  | Полуфинал                | 4                        | 3                        | 0                        | 1                        | 4                        | 2                        |
| 2015  | Не прошла квалификацию   | Не прошла квалификацию   | Не прошла квалификацию   | Не прошла квалификацию   | Не прошла квалификацию   | Не прошла квалификацию   | Не прошла квалификацию   |
| 2016  | Чемпион                  | 6                        | 4                        | 2                        | 0                        | 15                       | 1                        |
| 2017  | Не прошла квалификацию   | Не прошла квалификацию   | Не прошла квалификацию   | Не прошла квалификацию   | Не прошла квалификацию   | Не прошла квалификацию   | Не прошла квалификацию   |
| 2018  | Групповой этап           | 3                        | 1                        | 1                        | 1                        | 4                        | 1                        |
| 2019  | Будет определено позднее | Будет определено позднее | Будет определено позднее | Будет определено позднее | Будет определено позднее | Будет определено позднее | Будет определено позднее |
| Итого | 7/17                     | 29                       | 15                       | 6                        | 8                        | 48                       | 26                       |